# Īncheh Rahbarī
Īncheh Rahbarī (persiska: ينچِه, اينچه رهبری, Īncheh) är en ort i Iran.   Den ligger i provinsen Zanjan, i den nordvästra delen av landet, 280 km väster om huvudstaden Teheran. Īncheh Rahbarī ligger 1 894 meter över havet och antalet invånare är 718.
Terrängen runt Īncheh Rahbarī är platt åt sydväst, men åt nordost är den kuperad. Runt Īncheh Rahbarī är det ganska glesbefolkat, med 34 invånare per kvadratkilometer. Närmaste större samhälle är Zarrīnābād, 10,6 km väster om Īncheh Rahbarī. Trakten runt Īncheh Rahbarī består i huvudsak av gräsmarker.